# Galliumnitrat
Gallium(III)-nitrat ist eine anorganische chemische Verbindung des Galliums aus der Gruppe der Nitrate.

## Gewinnung und Darstellung
Gallium(III)-nitrat kann durch Auflösung von Gallium oder Gallium(III)-oxid in Salpetersäure und der Trocknung des abgeschiedenen Hydrates bei 40 °C gewonnen werden.

## Eigenschaften

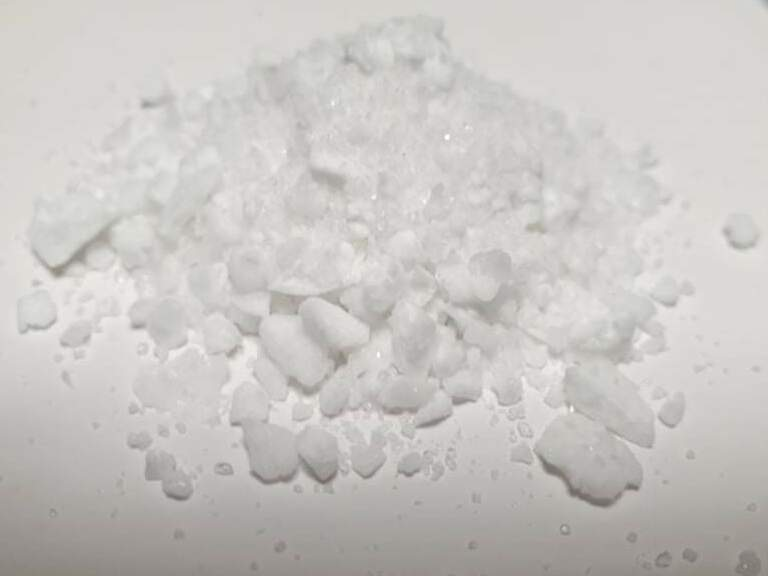
Galliumnitrat

Gallium(III)-nitrat und sein Hydrat sind weiße Pulver, die in Wasser sehr gut löslich sind.

## Verwendung
Gallium(III)-nitrat wird in der Medizin zur Behandlung von Hyperkalzämie in der Krebsbehandlung verwendet. Es agiert hierbei als Calcium-Resorptions-Inhibitor, wodurch die Aufnahme von Calcium und Phosphor in Knochen gefördert wird und potentiell auch die Kollagensynthese.